# Gewehr 71
Le Mauser Gewehr 71 (Fusil 1871) devint le fusil réglementaire de la Heer après la guerre franco-prussienne.
Remplaçant le Fusil Dreyse, cette arme à un coup fut produite sous la forme d'un fusil d'infanterie (Infanterie-Gewehr 1871 ou IG71) et d'une carabine destinée aux chasseurs et aux cavaliers prussiens. Il cède sa place en 1885 au Mauser Gewehr 71/84 qui offre l'avantage de posséder un  magasin tubulaire.

## Histoire
Le Gew 71 trouve son origine dans un prototype de Paul Mauser datant de 1865. Cette arme, améliorée par Samuel Norris employé chez Remington Arms, est fabriquée en petite série à Liège et aux États-Unis mais ne trouve pas de pays acheteurs. Une nouvelle version de ce Mauser-Norris est améliorée et chambrée pour la cartouche 11 × 60 mm R afin de participer à une nouvelle campagne d'essai prussienne. 
La version définitive est ainsi fabriquée dans les nouvelles usines Mauser d'Oberndorf mais aussi par les arsenaux d'Amberg, de Dantzig, d'Erfurt et de Spandau. La commande militaire étant importante, Mauser sous-traite une partie de la production à BSA et Österreich Waffenfabrik Gesellchaft.

## Données techniques des variantes
Il existe plusieurs carabines et fusils issus du G71 produits en Allemagne dont le Mauser 1878/1880 fabriqué pour le royaume de Serbie  qui l'utilisa lors de la guerre serbo-bulgare.

### Carabine de cavalerie Mauser modèle 71
- Calibre : 	11 mm
- Munition : 11 × 60 mm R
- Longueur totale : 1 000 mm
- Longueur canon : 512 mm
- Masse (arme vide) : 3,3 kg

### Carabine de chasseur Mauser modèle 71
- Calibre : 	11 mm
- Munition : 11 × 60 mm R
- Longueur totale : 1 240 mm
- Longueur canon : 750 mm
- Masse (arme vide) : 4,1 kg

### Mousqueton d'artillerie Mauser modèle 71
- Calibre : 	11 mm
- Munition :11 × 60 mm R
- Longueur totale : 1 040 mm
- Longueur canon : 540 mm
- Masse (arme vide) : 3,150 kg

## Sources
- Luc Guillou, Mauser : fusils et carabines militaires, 2 tomes, Editions du Portail, 1997 et 2004
- Jean Huon, Les Armes allemandes (1870-1945), 1993